# Roland Jazz Chorus

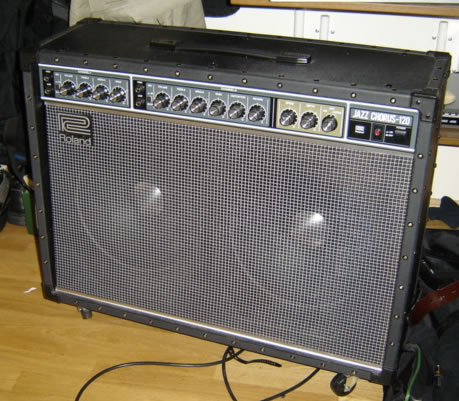
Un amplificador Roland Jazz Chorus 120.

Roland Jazz Chorus es el nombre dado a una serie de amplificadores de instrumentos de estado sólido producidos desde 1975 en Japón por la Roland Corporation. El nombre viene de su efecto análogo integrado llamado coro (chorus). Las series Jazz Chorus se hicieron cada vez más populares a finales de los 1970s y principios de los 1980s en los escenarios de música new wave y post-punk debido a su sonido limpio pero también potente, durabilidad y su relativamente bajo costo comparado a los amplificadores más usados comúnmente de su época como Marshall o Fender. También se encuentra entre músicos de funk en América. Su uso también se hizo popular por sus tonos limpios en heavy metal y Rock, New Wave, con los usuarios más famosos, siendo ellos James Hetfield , Kirk Hammett de Metallica y Gustavo Cerati de Soda Stereo
El Jazz Chorus es uno de los amplificadores más famosos y exitosos de su período, entre los primeros usuarios se incluye a Andy Summers (The Police), Robert Smith (The Cure, Siouxsie and the Banshees) y a Pat Metheny. El uso de Summers del amplificador se inspiró, en parte, en Jeff Buckley, de quién su primer amplificador era un Jazz Chorus.
La mayoría de los modelos tienen controles basados en los estándares del JC-120. Tiene dos canales, uno limplio, el otro con efectos. Entre los efectos integrados se incluye: coro, vibrato, reverberancia y distorsión. El amplificador incluye entradas de baja y alta impedancia, un selector de brillo, como también un ecualizador de tres bandas y volumen para cada canal.

## Usuarios notables
- Carlos Alomar de la banda de David Bowie y Duran Duran
- James Van Nuys & Bob Van Fahey
- Rostam Batmanglij de Vampire Weekend
- Adrian Belew
- Wes Borland de Limp Bizkit
- Dave Brock de Hawkwind
- Jeff Buckley
- David Byrne de Talking Heads
- Gustavo Cerati de Soda Stereo
- Ian Crighton de Saga
- Chris DeGarmo de Queensrÿche[4]
- Billy Duffy de The Cult
- The Edge de U2
- Peter Frampton
- Robert Fripp
- Charly García
- Michael Gira de Swans
- Rachel Goswell de Slowdive
- Neil Halstead de Slowdive
- Kirk Hammett  de Metallica
- James Hetfield de Metallica
- Mark Knopfler de Dire Straits
- Peter Koppes de  The Church
- Yogi Lonich de Buckcherry y de Fuel
- Johnny Marr de The Smiths
- Curtis Mayfield
- Nick McCabe de The Verve
- John McGeoch de Magazine, Siouxsie & The Banshees, The Armoury Show y de Public Image Ltd
- Pat Metheny
- Bradley Nowell de Sublime
- Joe Pass
- Joe Perry de Aerosmith
- John Petrucci de Dream Theater
- Emily Remler
- Paul Reynolds de A Flock of Seagulls
- Steve Rothery de Marillion
- Robert Smith de The Cure y de Siouxsie and the Banshees
- Luis Alberto Spinetta
- Fere G.
- Joe Strummer de The Clash
- Andy Summers de The Police
- John Sykes de Thin Lizzy y de Whitesnake
- Inoran de LUNA SEA
- Michael Wilton de Queensrÿche[4]
- Angel Parra de Los tres

- Rodrigo Valentin de Invención 13